# Христо Момчилов
Христо Юрданов Момчилов (1873 – 1928) е бележит български очен лекар, хирург и дарител от началото на XX век.
Интересна и действена личност, еленският лекар д-р Христо Момчилов привлича вниманието не само на своите съграждани, но и на писатели като П. Ю. Тодоров, Пейо Яворов и Емилиян Станев. Оценката им за него е различна, но исторически най-правдоподобно го описва Емилиян Станев (Медникаров, 1982).

## Биография
Д-р Христо Момчилов е роден в град Елена през 1873 година. Учи в родния си град, както и в Трявна, Дряново и Горна Оряховица, където баща му служи като мирови съдия. Завършва Търновската гимназия с отличен успех, след което неговите заможни родители го изпращат да следва медицина в Париж.
След дипломирането си като лекар, той се завръща в България и работи в Бяла, Трявна и Елена. От 1909 до 1911 г. е лекар в Софийската Клементинска болница. След това д-р Момчилов отново заминава за Париж, където специализира хирургия и очни болести.
След второто си завръщане от френската столица през 1912 г., той взема участие в Балканската война като полкови лекар. През Първата световна война е отново на фронта като лекар. След края на Първата световна война, д-р Христо Момчилов се завръща в родния си град Елена, където е практикуващ лекар в продължение на 10 години – до края на живота си (1928 г.).
Доктор Момчилов е известен не само в грод Елена, но и в целия Еленски край. Почти всяко лято той прекарва своя отпуск във Франция, където се информира за последните постижения на световната медицина. Като хирург прави за времето едно от първите отваряния на череп (трепанации), а като очен лекар е търсен и в чужбина (Петков, 1995). Притежава един от първите частни рентгенови апарати. Изпълнява винаги добросъвестно лекарския си дълг. Обикновено за прегледи на болни приема златни пари, но често преглежда бедни пациенти безплатно.
Д-р Момчилов стои настрани от шумните политически борби. Много пъти са правени опити да бъде привлечен в активна политическа дейност, за да се използва големия му авторитет. Но той отклонява тия предложения, като смята, че няма по-високо обществено дело от лекарската работа. Съзнанието, че отдава силите си на своя роден град го прави единствено щастлив. Като един истински родолюбец той желае гр. Елена да се издигне в социално, медицинско и образователно отношение (Медникаров, 1982, Петков, 1995). От сутрин до вечер д-р Момчилов обикаля на прегледи из града или работи в болницата. Снажната му фигура се носи пъргаво и леко, внушавайки доверие. Вместо да остане в София, където му предлагат професорска катедра, той, френският възпитаник избира гр. Елена за свое житейско и професионално поприще (Станев, 1964).
Д-р Момчилов е несемеен. При него работи като домашна помощница Пена Милкова, за която някои еленчани твърдят, че живее с нея като със своя жена. Пена е сираче, което той прибира у дома. Тя гледа къщата му и посреща пациентите. Но когато става зряла жена, д-р Момчилов заживява с нея на съпружески начала и с това извършва голяма грешка. Грозновата и необразована, слугинята се привърза към него и неусетно става господарка в дома му (Петков, 1995).
На 20 август 1928 г. четирима непознати влизат късно вечерта в дома на лекаря, намиращ се на старинната тясна калдъръмена уличка „Кисьовска“, недалеч от центъра на града, под предлог, че дирят медицинска помощ. Д-р Момчилов току-що се е върнал от болницата в къщи и без да подозира целта на това посещение, пристъпва към изпълнение на лекарския си дълг – започва преглед на едно от лицата. В този момент неговия другар изважда револвер, насочва го към лекаря и го предупреждава, че ако не им даде 50 000 лева, ще го убият. Докторът обещава, че ще им даде исканата сума, но в този момент в кабинета влиза с лампа в ръка прислужницата Пена и като вижда насочения към лекаря револвер, се изплашва и започва да вика за помощ. По време на настъпилата суматоха лампата пада от ръката и д-р Момчилов прави опит да избяга, но при входа един от скритите убийци стреля и той пада. Единият от куршумите попада в корема му, а другият – в дясното бедро, под слабините. Притичалите се съседи го вдигат и го настаняват в легло. Дават му бърза медицинска помощ. През нощта идват колегите му, д-р Стоян Попов от Елена, лекари от Търново и с. Константин, ала въпреки грижите, животът на доктор Момчилов не може да бъде спасен. След полунощ към 3 часа на 20 август 1928 г., той умира (Медникаров, 1982).
Преди да настъпи краят, д-р Момчилов прави изключително ценно завещание в присъствието на петима свидели, един от които е адвокат. Завещанието е заверено от мирови съдия (ПНЗ, 1978). Той завещава цялото си състояние, което се оценява общо на около 4 милиона лева. На Еленската държавна болница дарява рентгеновия си апарат и целия хирургичен инструментариум. На Медицинския факултет при СУ – София завещава богатата си библиотека, а на туристическото дружество „Чумерна“ – къщата си. Той дарява на Еленската Градска Община 300 000 лева за електрификация на гр. Елена 200 000 лв. – за построяване на Климатично училище за деца. Освен това оставя пари за двете черкви в града и за построяване на градска баня. Прави дарения на Еленското Градско Читалище от 300 000 лв. Образуван е фонд към Гимназията в гр. Елена от 200 000 лева. Учреден е фонд към БАН за 100 000 лева. Завещава и всичките си движими и недвижими имоти на Община Елена.
Погребан е в двора на църквата „Успение на Пресвета Богородица“, по негово желание. На погребението му присъства цялата признателна Еленска общественост.

### Други източници
- д-р Мариета Георгиева
- д-р Емил Милев
- Медицински университет, Варна